# ウィレム・アブラハム・ワイソフ
ウィレム・アブラハム・ワイソフ（蘭: Willem Abraham Wythoff, 出生名：Wijthoff（オランダ語発音: [ʋɛithɔf]）, 1865年10月6日 - 1939年5月21日）はオランダの数学者。

## 略歴
ワイソフはアムステルダムにて、アンナ・C.F.・ケルクホーフェンと製糖所に勤めているアブラハム・ウィレム・ワイトホフの間に生まれた。彼はアムステルダム大学で学び、1898年にディーデリク・コルテヴェグの指導の下で博士号を取得した。

## 業績
ワイソフは組合せゲーム理論と数論、特に、解がフィボナッチ数と関係のあるワイソフのゲームの研究で知られる。このゲームとフィボナッチ数列に関係する数表であるワイソフ配列も彼に因んで名付けられた。
幾何学においては、ワイソフは一様なタイル張りや一様多面体の構築法であるワイソフ構築や、これらの図形の表記法であるワイソフ記号で知られている。

## 主な著書
- Wythoff, W. A. (1905-1907), “A modification of the game of nim”, Nieuw Archief voor Wiskunde 2:  199-202
- Wythoff, W. A. (1918), “A relation between the polytopes of the C600-family”, Proceedings of the Section of Sciences (Koninklijke Akademie van Wetenschappen te Amsterdam) 20:  966-970, Bibcode: 1918KNAB...20..966W

## 参照
1. 1 2  Stakhov, Alexey; Stakhov, Alekseĭ Petrovich; Olsen, Scott Anthony (2009), The Mathematics of Harmony: From Euclid to Contemporary Mathematics and Computer Science, K & E Series on Knots and Everything, 22, World Scientific, pp. 129-130, ISBN 9789812775825
2. ↑  “Gezinsblad van Willem Abraham Wijthoff”. www.humanitarisme.nl. 2022年10月12日閲覧。
3. ↑  ウィレム・アブラハム・ワイソフ - Mathematics Genealogy Project
4. ↑  Kimberling, Clark (1995), “The Zeckendorf array equals the Wythoff array”, Fibonacci Quarterly 33 (1):  3-8
5. ↑  Morrison, D. R. (1980), “A Stolarsky array of Wythoff pairs”, A Collection of Manuscripts Related to the Fibonacci Sequence, Santa Clara, Calif: The Fibonacci Association, pp. 134-136